# Gabriel Miró i Ferrer
Gabriel Miró Ferrer (Alacant, l'Alacantí, 28 de juliol de 1879 - Madrid, 27 de maig de 1930) va ser un escriptor valencià que va pertànyer al moviment literari del noucentisme. La seua obra més popular és "Anys i llegües", traduït del castellà al valencià per Enric Valor en 1967.

## Biografia
Nascut a Alacant en 1879, fou el segon dels fills d'Encarnación Ferrer i Juan Miró, enginyer d'obres públiques, oncle de qui fou el pintor i arquitecte Miquel Abad Miró. Juntament amb el seu germà Joan, el van escolaritzar al Col·legi de Sant Domènec a Oriola, on li van atorgar el premi de certamen literari per una redacció escolar titulada "Un día de campo". La infància i joventut de Gabriel Miró en un ambient catòlic i tradicionalista el varen modelar profundament com a home malenconiós i introvertit, era un cristià essencial i pur de sentiments, però l'experiència formativa amb els jesuïtes el va convertir en anticlerical a la manera de Clarín.
Va estudiar entre 1887 i 1892 amb el seu germà Juan com alumne intern dels jesuïtes del Colegio de Santo Domingo a Oriola, on li van concedir el seu primer premi literari amb un treball de redacció escolar titulat Un día de campo. El seu delicat estat de salut va fer moure els seus pares a traslladar-lo al Institut d'Alacant (actual IES Jorge Juan), i després va marxar amb la seva família a Ciudad Real, com reflectirà a la seva novel·la Niño y grande. Allà acabà el batxillerat i, en octubre de 1895, va començar a estudiar dret a la Universitat de València i a la de Granada, on es va llicenciar l'any 1900.
Posteriorment, va ocupar càrrecs funcionarials a l'Ajuntament d'Alacant i a la Diputació provincial, mentre vivia al barri de Benalúa.  Durant la seua etapa universitària, i per la seua faena tant a l'ajuntament com a la diputació provincial, va adquirir coneixement del valencià.
En 1908 va guanyar el primer premi de novel·la organitzat per Cuento Semanal, i va començar a assolir notorietat pública com a narrador i estilista. Diversos escriptors com Valle Inclán, Pío Baroja i Felipe Trigo li reten homenatge. També col·labora com a periodista en diversos diaris i revistes iberoamericanes: Heraldo de Madrid, Los Lunes de El Imparcial, ABC i El Sol, de Madrit; així com Caras y Caretas i La Nación de Buenos Aires.
En 1911 el van dessignar cronista d'Alacant, a més de cap de premsa de l'alcalde d'aleshores, Federico Soto, però al cap de pocs anys es va traslladar a Barcelona, on va poder treballar a la Diputació de Barcelona. En la capital catalana va dirigir una Enciclopèdia sagrada per a l'editorial Vecchi i Ramos, tot i que va ser un projecte que no va acabar-lo. Entre 1914 i 1920 va col·laborar a la premsa barcelonina: Diario de Barcelona, La Vanguardia i La Publicidad. De la seua vida a la metròpoli catalana va conèixer a l'editor d'un bon gruix de les seues novel·les, Eduardo Doménech. El 1919 fou nomenat cronista oficial de Barcelona per encàrrec exprés de la secció de Cultura de l'Ajuntament (per redactar la història de Barcelona del segle xix), càrrec del qual fou cessat el 1922.
En 1920 es traslladà a residir a Madrid en ser nomenat com a funcionari del Ministerio de Instrucción Pública i allà hi va romandre els seus darrers deu anys de vida; al ministeri va ser el secretari dels concursos nacionals. En 1925 va guanyar el Premi Mariano de Cavià, pel seu article "Huerto de cruces", i l'escriptor Azorín el proposa com a candidat per a la Reial Acadèmia Espanyola però no va reixir, potser pels seus posicionaments anticlericals.
Home senzill, humil i bondadós, Gabriel Miró va tenir un temperament hiperestèsic, una sensibilitat exacerbada a colors, aromes, textures i sons que reflecteix en les seves obres, de tempo lent i morós i caràcter molt líric i descriptiu; el seu estil, molt elaborat, es troba esmaltat de paraules castisses, arcaismes i sinestèsies. Entre els seus pocs amics va tenir al compositor Òscar Esplà i l'escriptor José Martínez Ruiz, Azorín, que era de la mateixa terra i, durant l'estada a Barcelona (1914-1920), els músics Enric Granados i Baldomer Cateura.

## Obres
Miró escrigué en castellà tota l'obra, si bé aquelles obres de temàtica valenciana, bé de forma subtil o bé de forma explícita, hi mostra un coneixement profund de la valencianitat lingüística dels personatges; entre d'aquestes hi destaca "Anys i llegües" (1928), on fa una descripció acurada dels pobles de la Marina. Es varen editar dues vegades unes Obres completes de Gabriel Miró, a Madrid, 1931, pels «Amics de Gabriel Miró» i també a Madrid, 1942, en un sol volum, per Biblioteca Nova. Recentment. Han aparegut unes Obres completes en tres volums, edició, estudis introductoris i bibliografia de Miquel Àngel Lozano Marco, Madrid, Biblioteca Castro, Fundació José Antonio de Castro, 2006-2008. Recullen les dues primeres novel·les i diversos textos que no hi figuren en l'edició de Biblioteca Nova.
- La mujer de Ojeda, 1901.
- Hilván de escenas, 1903.
- Del vivir. 1904.
- La novela de mi amigo, Alacant, 1908.
- Nómada, 1908.
- El hijo santo, novel·la curta, 1909
- La señora, los suyos y los otros, 1912, novel·la curta
- Del huerto provinciano, Barcelona, 1912, contes
- El abuelo del rey, Barcelona, 1915.
- Dentro del cercado, Barcelona, 1916.
- Figuras de la Pasión del Señor, 1916 i 1917.
- El humo dormido, Madrid, 1919.
- El ángel, el molino y el caracol del faro, Madrid, 1921.
- Nuestro padre San Daniel, Madrid, 1921.
- Niño y grande, Madrid, 1922.
- El obispo leproso, Madrid, 1926.
- Nómada, 1908.
- La palma rota, 1909
- Amores de Antón Hernando, novel·la curta
- Las cerezas del cementerio
- La señora, los suyos y los otros, 1912, novel·la curta
- Libro de Sigüenza, 1917.
- El humo dormido, Madrid, 1919.
- El ángel, el molino y el caracol del faro, Madrid, 1921.
- Nuestro padre San Daniel, Madrid, 1921.
- Niño y grande, Madrid, 1922.
- Señorita y Sor, 1924
- "Anys i llegües". Madrid, 1928 (traduït el 1967).
- Semana Santa, 193
- Epistolario, edició d'Ian R. Macdonald i Frederic Barberà, 2009.